# Chvojí

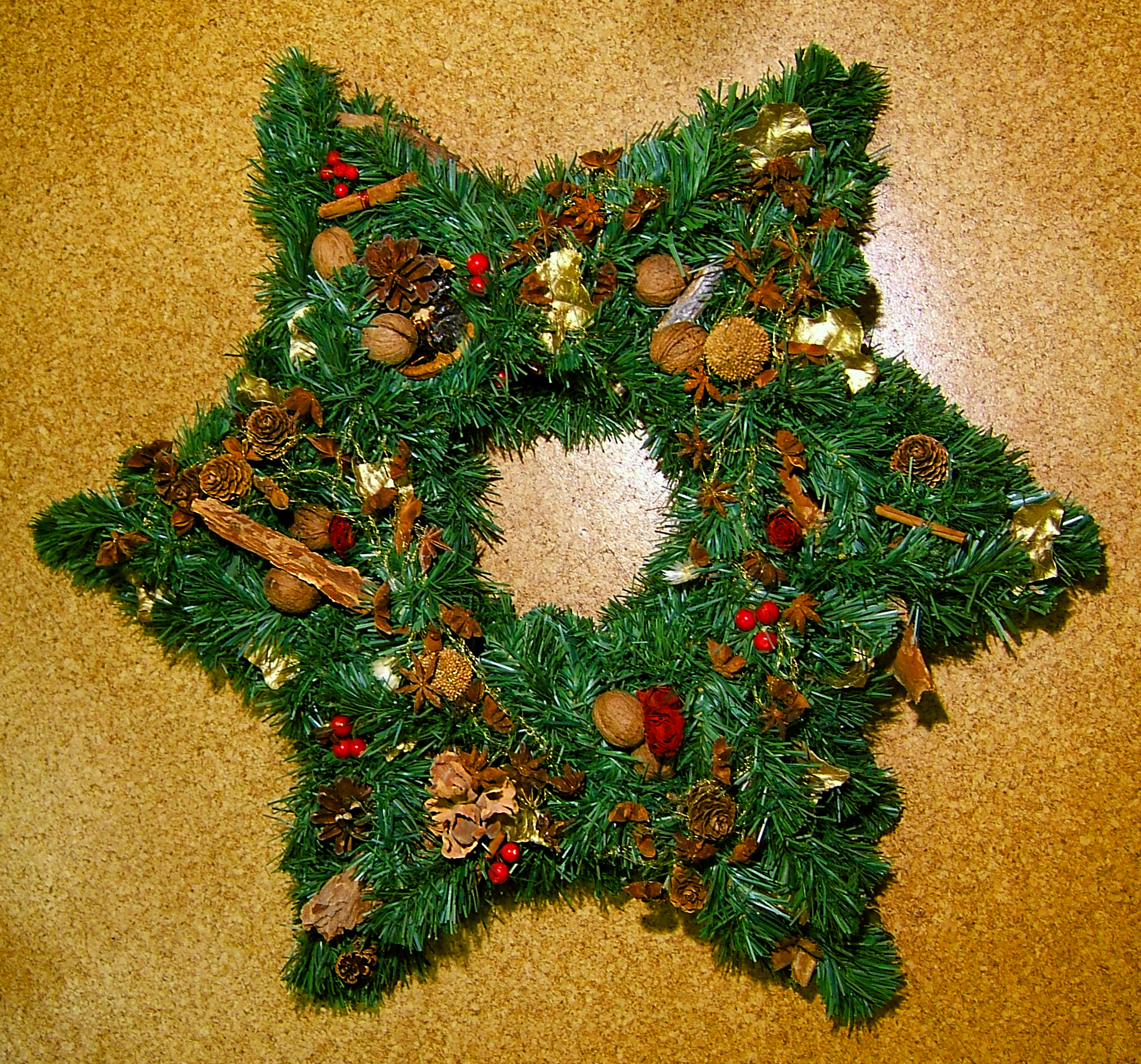
Chvojí na adventním věnci.

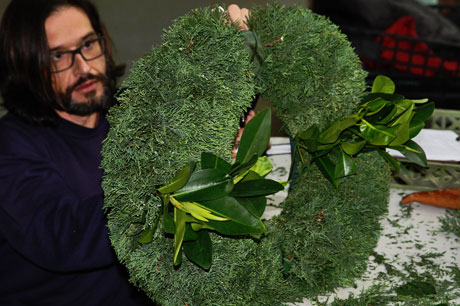
Nehotový věnec s chvojím.

Jakožto chvojí, zastarale též chvoj či chvůj označujeme ořezané větvičky stálezelených jehličnatých dřevin, které jsou užívány zejména pro různé ozdobné účely v domácnosti, v pohřebnictví a jinde.

## Užití

### V domácnosti
- výroba adventních věnců a svícnů
- výroba vánočních kytic a ozdob - vánoční výzdoba bytu a společenských prostor vůbec
- výroba pohřebních a pamětních věnců

### Při pobytu v přírodě
- stavba improvizovaných přístřešků pro přenocování pod širým nebem
- výstelka táborového lůžka (namísto matrace - izolace těla od země)

### Myslivecká symbolika
Také v myslivecké praxi mají větvičky chvojí svoji speciální symboliku.[zdroj?]